# Karol Beck
Karol Beck (Zvolen, 3 april 1982) is een voormalige Slowaakse tennisser.

## Carrière
Sinds 2001 speelt Beck professioneel tennis. Hij speelde zijn eerste (en tot nu toe enige) ATP-finale in 2004, toen hij in de finale van het ATP-toernooi van Sint-Petersburg verloor van Michail Joezjny met tweemaal 6-2.

### Schorsing
Op 13 februari 2006 maakte de International Tennis Federation bekend dat Beck positief was getest op Clenbuterol. Dat gebeurde tijdens een Daviscupwedstrijd tegen Argentinië. Hiervoor werd hij twee jaar geschorst.

## Palmares
| Legenda                       | Legenda               |
| ----------------------------- | --------------------- |
| Grand Slam                    |                       |
| Olympische Spelen             |                       |
| tot 2009                      | vanaf 2009            |
| Tennis Masters Cup            | ATP Finals            |
| ATP Masters Series            | ATP Tour Masters 1000 |
| ATP International Series Gold | ATP Tour 500          |
| ATP International Series      | ATP Tour 250          |

### Enkelspel
| Nr.              | Datum           | Toernooi            | Ondergrond | Tegenstander in finale | Score    | Details |
| ---------------- | --------------- | ------------------- | ---------- | ---------------------- | -------- | ------- |
| Verloren finales |                 |                     |            |                        |          |         |
| 1.               | 31 oktober 2004 | ATP Sint-Petersburg | Tapijt (i) | Michail Joezjny        | 6-2, 6-2 | Details |

### Dubbelspel
| Nr.              | Datum           | Toernooi         | Ondergrond | Partner     | Tegenstander in finale             | Score                | Details |
| ---------------- | --------------- | ---------------- | ---------- | ----------- | ---------------------------------- | -------------------- | ------- |
| Verloren finales |                 |                  |            |             |                                    |                      |         |
| 1.               | 7 februari 2010 | ATP Johannesburg | Hardcourt  | Harel Levy  | Rohan Bopanna Aisam-ul-Haq Qureshi | 2-6, 3-6, [10-5]     | details |
| 2.               | 7 juni 2010     | ATP Londen       | Gras       | David Škoch | Novak Đoković Jonathan Erlich      | 7-6 (6), 2-6, [3-10] | details |

## Prestatietabel
| Legenda | Legenda                          |
| ------- | -------------------------------- |
| g.t.    | geen toernooi gehouden           |
| l.c.    | lagere categorie                 |
| –       | niet deelgenomen                 |
| G       | uitgeschakeld in de groepsfase   |
| 1R      | uitgeschakeld in de eerste ronde |
| 2R      | uitgeschakeld in de tweede ronde |
| 3R      | uitgeschakeld in de derde ronde  |
| 4R      | uitgeschakeld in de vierde ronde |
| KF      | uitgeschakeld in de kwartfinale  |
| HF      | uitgeschakeld in de halve finale |
| F       | de finale verloren               |
| W       | het toernooi gewonnen            |
| w-v     | winst/verlies-balans             |

### Prestatietabel enkelspel
Deze gegevens zijn bijgewerkt tot en met 1 februari 2013.
| Grandslamtoernooien   |      |      |       |       |               |               |               |     |               |               |               |      |      |        |
| Australian Open       | –    | –    | 1R    | 2R    | 3R            | –             | –             | –   | –             | –             | 1R            | 1R   | –    | 3-5    |
| Roland Garros         | –    | –    | 1R    | 1R    | 1R            | –             | –             | –   | –             | 1R            | –             | 1R   |      | 0-5    |
| Wimbledon             | –    | 2R   | 1R    | 3R    | 1R            | –             | –             | –   | 2R            | 2R            | 3R            | 1R   |      | 6-8    |
| US Open               | –    | –    | 1R    | 4R    | 1R            | –             | –             | –   | 1R            | –             | 1R            | 1R   |      | 3-6    |
| Winst-verlies         | 0-0  | 1-1  | 0-4   | 6-4   | 2-4           | 0-0           | 0-0           | 0-0 | 1-2           | 1-2           | 2-3           | 0-4  | 0-0  | 13-24  |
| ATP World Tour Finals |      |      |       |       |               |               |               |     |               |               |               |      |      |        |
| ATP World Tour Finals | –    | –    | –     | –     | –             | –             | –             | –   | –             | –             | –             | –    |      | 0-0    |
| ATP Masters 1000      |      |      |       |       |               |               |               |     |               |               |               |      |      |        |
| Indian Wells          | –    | –    | 1R    | 1R    | 1R            | –             | –             | –   | –             | –             | –             | –    |      | 0-3    |
| Miami                 | –    | –    | 1R    | 2R    | 1R            | –             | –             | –   | –             | –             | –             | –    |      | 1-3    |
| Monte Carlo           | –    | –    | –     | –     | 1R            | –             | –             | –   | –             | –             | –             | –    |      | 0-1    |
| Rome                  | –    | –    | –     | –     | 1R            | –             | –             | –   | –             | –             | –             | –    |      | 0-1    |
| Hamburg               | –    | –    | 2R    | –     | 1R            | –             | –             | –   | l.c.          | l.c.          | l.c.          | l.c. | l.c. | 1-2    |
| Madrid                | –    | –    | –     | –     | 2R            | –             | –             | –   | –             | –             | –             | –    |      | 1-1    |
| Cincinnati            | –    | –    | –     | –     | 2R            | –             | –             | –   | –             | –             | –             | –    |      | 1-1    |
| Parijs                | –    | –    | 2R    | –     | –             | –             | –             | –   | –             | –             | –             | –    |      | 1-1    |
| Olympische Spelen     |      |      |       |       |               |               |               |     |               |               |               |      |      |        |
| Olympische Spelen     | g.t. | g.t. | g.t.  | 1R    | geen toernooi | geen toernooi | geen toernooi | –   | geen toernooi | geen toernooi | geen toernooi | 1R   | g.t. | 0-2    |
| Statistieken          |      |      |       |       |               |               |               |     |               |               |               |      |      |        |
| Totaal aantal titels  | 0    | 0    | 0     | 0     | 0             | 0             | 0             | 0   | 0             | 0             | 0             | 0    | 0    | 0      |
| Totaal winst-verlies  | 0-0  | 2-6  | 10-24 | 22-22 | 20-27         | 0-0           | 0-0           | 0-0 | 4-7           | 1-11          | 4-10          | 2-9  | 0-0  | 65-116 |
| Eindejaarsranking     | 300  | 117  | 66    | 44    | 57            | 1112          | 582           | 145 | 114           | 103           | 101           | 141  |      | n.v.t. |

N.B. "g.t." = geen toernooi / "l.c." = lagere categorie

### Prestatietabel grand slam, dubbelspel
| Toernooi        | 2002 | 2003 | 2004 | 2005 | 2008 | 2009 | 2010 | 2011 |
| --------------- | ---- | ---- | ---- | ---- | ---- | ---- | ---- | ---- |
| Australian Open | –    | –    | 1R   | 3R   | –    | –    | –    | –    |
| Roland Garros   | –    | 1R   | 2R   | 2R   | –    | –    | –    | –    |
| Wimbledon       | 1R   | 2R   | –    | 3R   | –    | 1R   | 1R   | 1R   |
| US Open         | –    | –    | 2R   | 2R   | –    | –    | –    | –    |